# Poralia rufescens
Poralia rufescens Vanhöffen, 1902 è una specie di scifomedusa, l'unica del genere monospecifico Poralia della sottofamiglia monogenerica Poraliinae Larson, 1986.

## Descrizione

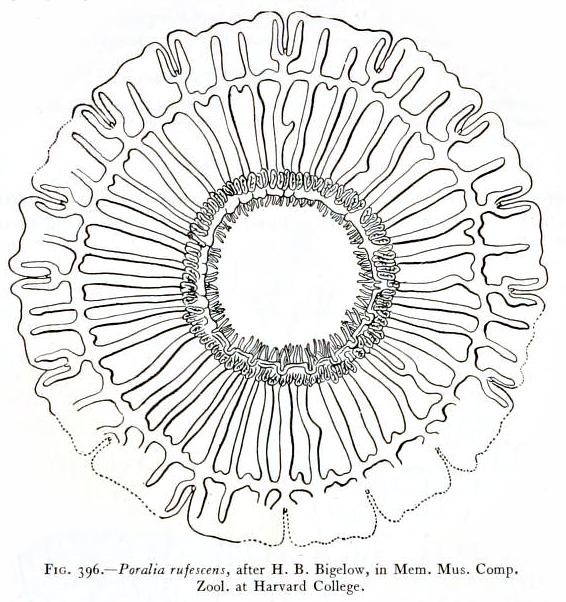
Ombrella di P. rufescens (H.B. Bigelow)

P. rufescens ha una campana di circa 9 cm di diametro. Ha 30 tentacoli marginali intervallati da 15 ropali, gli organi sensoriali della medusa. I lembi dei ropali sono di forma rettangolare, con fessure profonde,  e tutti della stessa lunghezza. Questa medusa è molto fragile e la maggior parte dei campioni esaminati sono stati danneggiati durante la cattura.

## Distribuzione e habitat
Questi scifozoi vivono in acque profonde, nella zona meso e batipelàgica di tutti gli oceani, in particolare nell'Atlantico Orientale e le coste della California; già descritte nel 1938 da Henry Bryant Bigelow, tutti gli esemplari da lui rinvenuti attorno alle Bermude e le Bahamas nuotavano a più di 700 m di profondità. Una campagna di ricerca sulle meduse delle acque profonde nell'Oceano Antartico eseguito dall'USSN Eltanin ha evidenziato che la P. rufescens è la specie di semeostomee più diffusa, rappresentante il 2% delle specie campionate; oltre il 90% è rappresentato dalle coronate Periphylla periphylla, Atolla wyvillei e Atolla chuni.

## Biologia
La biologia e l'ecologia delle meduse della zona mesobatipelàgica sono scarsamente conosciute. I loro corpi gelatinosi tendono ad avere una bassa percentuale di proteine; P. rufescens ha un contenuto proteico corrispondente al 0,1% del peso secco corporeo, basso se comparato con una media del 4% per tutti gli altri taxa con corpi gelatinosi. Alcune parti del corpo hanno un contenuto azotato più elevato di altre e nel Pacifico le tartarughe liuto, tartarughe marine la cui dieta consiste in gran parte di meduse, è stato osservato che si nutrono in particolare delle loro gonadi e tentacoli, le parti che hanno i più alti valori nutrizionali.